# ブラインド・フューリー
『ブラインド・フューリー』（Blind Fury）は、1989年のアメリカ合衆国のアクション映画。トライスター映画配給、86分、カラー。
勝プロダクションから正式に許諾を得て製作された、アメリカ版『座頭市』である。原題は「盲人の激怒」と「周りが見えないほどの怒り」をかけたものと思われる。
キャッチ・コピーは「人間刃!」（にんげんやいば）。
盲目で剣を操るベトナム戦争帰還兵であるニック・パーカー（ハウアー）が帰国したアメリカで旧友の息子と親しくなり、その息子が大規模な犯罪組織に誘拐された父親を探すのを手伝うことを決意する。

## あらすじ
ベトナムに派遣されていたアメリカ兵のニック・パーカーは、迫撃砲の爆発で失明した。ベトナム人に助けられたニックは怪我から回復し、盲目のままではあるが、他の感覚を使いこなす訓練を受け、剣の達人となった。
20年後、アメリカに帰国したニックは、かつての戦友であるフランク・デヴローを訪ねるが、フランクは行方不明となっていた。ニックは、フランクの息子ビリーと、フランクの元妻でビリーの母親リンに出会う。その数分後、麻薬組織のボス、クロード・マクレディの部下であるスラグが、フランクを脅迫するためにビリーを誘拐しに2人の汚職警官を連れてやって来る。ニックの活躍により警官たちは倒されるも、ビリーは気絶し、スラグはリンに重傷を負わせて逃走する。リンは最期の言葉として、ビリーをネバダ州リノにいるフランクのもとへ連れて行くようニックに伝える。
リノへ向かう途中の休憩所で、ニックはビリーに母の死を伝える。ビリーはニックから逃げ出し、スラグと子分たちにつかまってしまう。ニックが2度もビリーを助けたことで、スラグは逃げ出し、ビリーとニック（ニックおじさんと呼ばれている）は互いに親しみを覚えるようになる。
リノにたどり着いた二人は、フランクの恋人アニーを見つけ、フランクのもとへ連れて行くように頼み込む。しかし、マクレディの手下に誘拐されそうになったところを逃れたアニーは、友人のコリーンの家に身を隠すことを2人に提案する。アニーはニックをマクレディのカジノに連れて行くが、そこではフランクがマクレディの麻薬を作っていた。アニーはビリーを見守るためにコリーンの家に戻り、ニックはフランクを助ける。ニックとフランクは再会し、フランクはマクレディの麻薬の重要な成分を奪い、研究室を破壊する。カジノの警備員を避けて逃げ出したニックとフランクは、ビリーを父親と再会させるためにコリーンの家に向かうが、コリーンは死んでおり、ビリーとアニーは誘拐され、ビリーとアニーと引き換えにマクレディの所有するペントハウスに麻薬を持ってくるように指示されたメモを見つける。
待ち伏せされていることを知ったニックとフランクは、自家製のナパーム弾で武装する。マクレディの部下を皆殺しにした後、彼らはマクレディがビリーとアニーに銃を突きつけているのを発見する。マクレディはニックを殺すために日本人の殺し屋を雇ったが、2人の壮絶な剣戟の末、ニックは殺し屋を湯船で感電死させて勝利する。スラグはニックの肩を撃ち、ニックはスラグに剣を投げて突き刺す。続いてマクレディが邪魔をしようとするが、フランクに止められる。ビリーは彼のロープを逃れ、ニックの剣を投げつけるが、それは湯船に落ちてしまう。スラグが銃に手を伸ばした時、ニックは暗殺者の剣を掴んで斬りつけ、彼を真っ二つにして窓から落下させる。
フランクはビリーとアニーと再会し、サンフランシスコに向けて出発する。ニックはチケットを落とし、行かないことを選ぶ。ビリーはニックを追いかけ、彼が必要だと告げる。ニックは、ビリーのことは好きだが、父のもとに帰るべきだと言う。ニックは通りを横切り、バスに追い越されて消えてしまう。ニックが去ったことを悲しんだビリーは、橋の上から恐竜のおもちゃを投げ、ニックがそれをキャッチする。ビリーは最後にニックに声をかけ、「寂しい」と伝える。フランクがビリーに追いつき、二人は抱き合う。ニックは涙を流しながら笑顔でサングラスをかけ、ビリーの恐竜のおもちゃを左腕に抱えて遠くへと去っていくのだった。

## スタッフ
- 監督：フィリップ・ノイス
- 製作：ダニエル・グロドニック、ティム・マシスン
- 製作総指揮：ロバート・W・コート、デイヴィッド・マデン
- 原作：笠原良三、「座頭市血煙り街道」（座頭市シリーズ第17作、監督：三隅研次、1967）
- 原案・脚本：チャールズ・ロバート・カーンズ
- 撮影：ドン・バージェス
- 音楽：J・ピーター・ロビンソン

## 登場人物
- ルトガー・ハウアー：ニック・パーカー
主人公。盲目のベトナム帰還兵。仕込み杖を持ち歩き、すさまじい腕前の居合術を振るう。
- テリー・オクィン：フランク
ニックの戦友
- ブランドン・コール：ビリー
フランクの息子
- リサ・ブロント：アニー
フランクのガールフレンド
- メグ・フォスター：リン
フランクの妻
- ノーブル・ウィリンガム：マクレディ
麻薬組織の首領
- ショー・コスギ
対ニックのために雇った日本人の殺し屋

## キャスト
| 役名                     | 俳優                       | 日本語吹替                                                                       |
| 役名                     | 俳優                       | 日本テレビ版                                                                     |
| ------------------------ | -------------------------- | -------------------------------------------------------------------------------- |
| ニック・パーカー         | ルトガー・ハウアー         | 野沢那智                                                                         |
| フランク・デブロー       | テリー・オクィン           | 樋浦勉                                                                           |
| アニー・ウィンチェスター | リサ・ブロント             | 戸田恵子                                                                         |
| ビリー・デブロー         | ブランドン・コール         | 大島一貴                                                                         |
| マクレディ               | ノーブル・ウィリンガム     | 大木民夫                                                                         |
| スラーグ                 | ランドール"テックス"コッブ | 麦人                                                                             |
| リン・デブロー           | メグ・フォスター           | 高島雅羅                                                                         |
| テクター                 | リック・オバートン         | 玄田哲章                                                                         |
| ライル                   | ニック・カサヴェテス       | 堀内賢雄                                                                         |
| 役不明又はその他         |                            | 飯塚昭三 石塚運昇 田原アルノ 沢木郁也 大滝進矢 田中正彦 星野充昭 叶木翔子 西宏子 |
|                          |                            |                                                                                  |
| 翻訳                     |                            | 小川裕子                                                                         |
| 演出                     |                            | 小山悟                                                                           |
| 調整                     |                            | 滝沢おさむ                                                                       |
| 録音                     |                            | KSSスタジオ                                                                      |
| 制作                     |                            | ケイエスエス                                                                     |
| 初回放送                 |                            | 1995年6月30日 『金曜ロードショー』                                               |